# Sofia Hellqvist, Công tước phu nhân xứ Värmland
Sofia Hellqvist, Công tước phu nhân xứ Värmland (sinh ngày 6 tháng 12 năm 1984) là vợ của Carl Philip của Thụy Điển, Công tước xứ Värmland - con trai duy nhất của Vua Carl XVI Gustaf.
Trước khi kết hôn, Sofia là một người mẫu và là người tham gia truyền hình thực tế. Cô kết hôn với Vương tử Carl Philip vào năm 2015 và trở thành mẹ của hai đứa con là Vương tôn Alexander, Công tước xứ Södermanland và Vương tôn Gabriel, Công tước xứ Dalarna - đứng thứ 5 và thứ 6 trong dòng kế vị ngai vàng của Vương quốc Thụy Điển. Vào năm 2021, họ chào đón thêm sự ra đời của đứa con thứ ba - Vương tôn Julian, Công tước xứ Halland.